# Distretto di Şaphane
Il distretto di Şaphane (in turco Şaphane ilçesi) è uno dei distretti della provincia di Kütahya, in Turchia.